# چنار (تربت جام)
 چنار ، روستایی از توابع بخش نصرآباد و در شهرستان تربت جام استان خراسان رضوی ایران است.

## جمعیت
این روستا در دهستان بالاجام قرار داشته و بر اساس سرشماری سال ۱۳۸۵ جمعیت آن (۳۲خانوار) ۱۶۵نفر 
بوده است.

## منبع
1. ↑  «درگاه ملی آمار». بایگانی‌شده از اصلی در ۸ اکتبر ۲۰۰۷. دریافت‌شده در ۱۳ ژوئیه ۲۰۰۸.